# Henry Delagenière
Henry Delagenière (né à Paris en 1858 et mort à Royan en 1930) est un chirurgien français, qui a ouvert la première clinique privée en France, et s'est distingué par ses travaux sur la chirurgie faciale, de l'utérus et de l'estomac.

## Biographie
Henry Delagenière est né à Paris le 30 avril 1858, d'Hippolyte Delagenière, architecte, et Louisa de La Ramée de Séprée.
C'est à l'âge de 9 ans que naît sa vocation chirurgicale, lors de l'opération d'un cancer d'une voisine. 
Il commence ses études au lycée d'Angers où son père s'est retiré après la guerre de 1870. Ce dernier lui fait suivre des cours de menuiserie pour le préparer à l'aspect manuel du métier qui l'attire.
Reçu bachelier en sciences en août 1879, il devient externe des hôpitaux d'Angers en février 1880, puis interne le 8 décembre de la même année, avant de devenir prosecteur de l'école d'Angers en décembre 1881.
Il poursuit ensuite ses études à Paris où, en 1885, il devient interne des hôpitaux de Paris. Lors de sa seconde année d'internat, il est l'interne de Just Lucas-Championnière avec lequel il se lie d'une solide amitié, et duquel il apprend les toutes récentes techniques d'asepsie. Il sera très influencé par le professeur Félix Terrier lors de sa quatrième année d'internat. Terrier, en effet, rêvait d'une "décentralisation chirurgicale" qui porterait dans les provinces les bienfaits de la chirurgie jusqu'alors réservée aux seuls Parisiens, Lyonnais et Montpelliérains.
Enthousiasmé par cette idée, Henry Delagenière s'installe au Mans, à la fin de son internat, en 1890. Cette ville ne disposant pas de faculté de médecine, ni de grands centre de soin, il permet ainsi à une population provinciale d’avoir accès à des soins autres que ceux prodigués jusqu’à présent, à savoir ceux des officiers de santé, ou encore des guérisseurs.
En 1891, il épouse Alice Petinicolas qui lui donnera trois enfants.
C'est au Mans qu'il crée la clinique qui porte aujourd'hui son nom, rue Henry-Delagenière.
Consistuée à ses débuts en huit chambres dans des locaux d'une communauté religieuse, elle s'agrandit rapidement et, en 1892, Delagenière fait bâtir un bâtiment comportant trente lits et deux salles d'opérations.
Dénigré par les chirurgiens des villes de facultés, il crée avec d'autres jeunes chirurgiens installés en province (Témoin à Bourges, Montprofit à Angers, Maunoury à Chartres...) les Archives Provinciales de Chirurgie, qui rencontrèrent finalement un grand succès et participèrent au renom de la chirurgie française à l'étranger.
À cette même époque, il rejoint le congrès de l'Association française de chirurgie, et le comité de rédaction du Journal de médecine et de chirurgie pratique (fondé par Lucas-Championnière) ; ce sont autant de moyens de faire connaitre ses travaux.
Portant d'abord sur la gynécologie et la chirurgie pleuro-pulmonaire pendant sa première décennie d'exercice, sa pratique s'étend à la chirurgie hépatique (objet de sa thèse en 1890). Il étudie par la suite la chirurgie du tube digestif, et notamment celle de l'estomac.
Ses travaux le mènent à l'aube de la Première Guerre mondiale. Marqué par le souvenir de 1870 et inquiet de la présence de son fils Yves au front en tant que médecin auxiliaire d'infanterie, il consacre son travail aux soins des blessures de guerre, et notamment à la réparation des Gueules cassées défigurées par les balles et les obus. Il a l'idée de leur appliquer un procédé jusque là destiné aux bras et aux jambes : la greffe ostéopériostique. Cela consiste à prélever une partie de la couche supérieure du tibia, le périoste, afin de l'appliquer sur le visage du blessé de guerre.
Après avoir mené à bien ses derniers projets d'extension de sa clinique, il meurt d'une hémorragie cérébrale le 30 septembre 1930. Il est enterré au cimetière du Père-Lachaise, à Paris.

## Travaux
- En chirurgie gynécologique, Henry Delagenière fut le tout premier à utiliser des tables inclinées, adaptées de la position de Trendelenburg. En 1898 il publie un ouvrage sur la chirurgie de l'utérus, qui se voit décerner le prix Laborie (décerné à l'ouvrage ayant fait faire le plus de progrès à la chirurgie). Il est l'auteur d'une technique d'hystérectomie subtotale par voie abdominale[4].
- En chirurgie pleuro-pulmonaire, il développe la technique du pneumothorax chirurgical, remplaçant une technique beaucoup plus compliquée qu'était la méthode de surpression de Sauerbruch. Il est l'auteur d'une technique de thoracoplastie basse[4].
- En chirurgie hépatique, il publie en 1891 sa thèse De la cholecystentérostomie, abouchement de la vésicule biliaire dans l'intestin.
- Lors de ses travaux sur le tube digestif et l'estomac, il développe des techniques de résection gastrique pour les cancer, et établit le premier une corrélation statistique entre l'ulcère et le cancer gastrique. Il développe également des techniques de drainage du péritoine évitant l'éventration du patient.
- Il est l'auteur de techniques chirurgicales pour la cure de l'hypertrophie de la prostate, et de la hernie crurale[4].
- Lors de la Première Guerre mondiale, il développe pour la chirurgie maxillo-faciale de nouvelles techniques de greffe ostéo-périostée (greffons d'Ollier-Delagenière), afin de reconstruire les visages des Gueules cassées[5].

## Distinctions
- Docteur en médecine, lauréat de la faculté de Paris, 1890.
- Membre du Congrès français de chirurgie, 1891.
- Lauréat de l'Académie de médecine (prix Laborie), 1899.
- Membre associé étranger de la Société de chirurgie de Bucarest, 1900.
- Membre de la Société internationale de chirurgie, dès sa fondation en 1905.
- Chevalier de la Légion d'honneur, 1909.
- Président du Congrès français de chirurgie, 1910.
- Officier de la Légion d'honneur, 1917.
- Commandeur de la Légion d'honneur, 1920.
- Officier de l'Ordre de Léopold (Belgique), 1921.

## Hommages

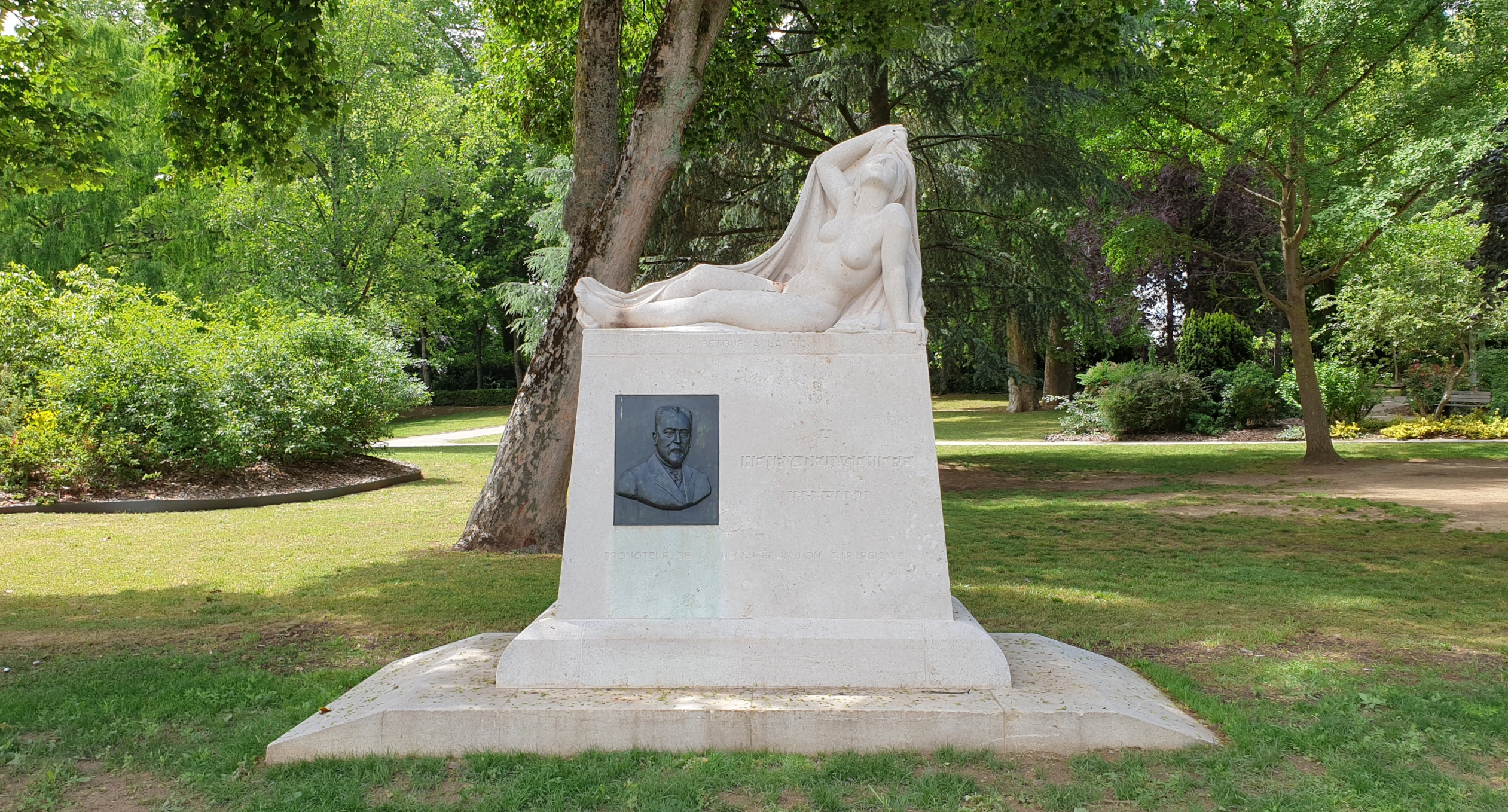
Hommage à Henry Delagenière, au parc Victor-Hugo du Mans (Sarthe).

- Hommage à Henry Delagenière, au parc Victor-Hugo du Mans (Sarthe). Une clinique du Mans et la rue qui la dessert portent son nom[6].
- Une statue en hommage au chirurgien et intitulée Retour à la vie, réalisé par Paul Manaut. Cette statue représente une femme s’éveillant avec en médaillon, sur la côté de la statue, le portrait de Delagénière et la mention « À Henry Delagenière. 1858 - 1930. Promoteur de la décentralisation chirurgicale. »[7]